# Harpalus dimidiatus
Harpalus dimidiatus es una especie de escarabajo del género Harpalus, familia Carabidae. Fue descrita científicamente por P. Rossi en  1790.
Habita en Gran Bretaña, Francia, Bélgica, Países Bajos, Alemania, Suiza, Austria, Hungría, Portugal, España, Italia, Eslovenia, Croacia, Bosnia y Herzegovina, Yugoslavia, Macedonia del norte, Albania, Grecia, Bulgaria, Rumania, Turquía e Irán.